# Municipio de Jefferson (condado de Buchanan)
El municipio de Jefferson (en inglés: Jefferson Township) es uno de los dieciséis municipios ubicados en el condado de Buchanan en el estado estadounidense de Iowa. En el año 2010 el municipio tenía una población de 767 habitantes y una densidad poblacional de 8,2 personas por km².

## Geografía
El municipio de Jefferson se encuentra ubicado en las coordenadas 42°20′15″N 92°00′46″O / 42.33750, -92.01278.